# Cophura pollinosa
Cophura pollinosa är en tvåvingeart som beskrevs av Charles Howard Curran 1930. Cophura pollinosa ingår i släktet Cophura och familjen rovflugor. Inga underarter finns listade i Catalogue of Life.